# Protomolgula triangularis
Protomolgula triangularis är en sjöpungsart som beskrevs av C.S. Millar 1982. Protomolgula triangularis ingår i släktet Protomolgula och familjen kulsjöpungar. Inga underarter finns listade i Catalogue of Life.